# Claudio Caniggia
Claudio Caniggia, född 9 januari 1967 i Buenos Aires i Argentina, är en argentinsk f.d. fotbollsspelare (högerytter).

## Karriär
Caniggia slog igenom i River Plate under mitten av 1980-talet, vilket belönades med ett utlandskontrakt med italienska Verona. Efter bara en säsong såldes han vidare till Atalanta, där han var den stora stjärnan under tre års tid. Det var under den tiden Caniggia blev ordinarie i landslaget, och han avgjorde åttondelsfinalen mot Brasilien i 1990 års VM.
1992 såldes Caniggia till Roma, men framgångarna uteblev, och dessutom testades han positivt för kokain under sin tid i klubben. Inte heller säsongen i Benfica 1994-95 blev särskilt lyckad, och Caniggia återvände till Argentina med River Plates ärkerivaler Boca Juniors. Efter att ha tillbringat fyra år på hemmaplan flyttade Caniggia vidare. Ny klubb sommaren 1999 blev nygamla arbetsgivaren Atalanta, som han var med och spelade upp till Serie A. Efter det tillbringade han tre år i skotska ligan för Dundee och Rangers. Där tog han sin enda europeiska ligatitel, då Rangers vann 2003 års skotska mästerskap.
Caniggia rundade av karriären med ett år i Qatar SC i Doha, Qatar. Han deltog i tre världsmästerskap under sin karriär, det sista trots att han tillhörde en klubb i den mindre skotska ligan, som aldrig haft en argentinsk VM-spelare förutom Caniggia.

## Meriter
- Argentinas landslag: 50 matcher/16 mål
- VM 1990 (silver), VM 1994, VM 2002